# Rinawa
Rinawa es un género de arañas araneomorfas de la familia Hahniidae. Se encuentra en Nueva Zelanda.

## Lista de especies
Según The World Spider Catalog 12.0:
- Rinawa bola Forster, 1970
- Rinawa cantuaria Forster, 1970
- Rinawa otagoensis Forster, 1970
- Rinawa pula Forster, 1970